# Kościół Domine Quo Vadis
Kościół „Domine Quo Vadis” – popularna nazwa kościoła Najświętszej Marii Panny w Palmis (wł. Chiesa di Santa Maria delle Piante) znajdującego się na południowy wschód od historycznego centrum Rzymu ok. 800 m za bramą Porta San Sebastiano przy drodze Via Appia. Swoją popularność wśród turystów zawdzięcza legendzie, według której w tym miejscu miał się objawić Chrystus uciekającemu z Rzymu św. Piotrowi.
Wewnątrz kościoła znajduje się niewielki marmurowy postument z rzeźbą wykonaną z brązu przedstawiającą popiersie Henryka Sienkiewicza. Na postumencie znajduje się wyryty napis upamiętniający laureata nagrody Nobla i autora powieści „Quo vadis”.

## Legenda
Św. Piotr apostoł, uciekając z Rzymu w 64 r. przed prześladowaniami chrześcijan, spotkał na drodze Jezusa. Św. Piotr zapytał Jezusa: „Quo vadis Domine?” „Dokąd idziesz, Panie?”, na to Jezus mu odpowiedział: „Eo Romam iterum crucifigi” „Idę do Rzymu, aby zostać powtórnie ukrzyżowany”. Tak upomniany św. Piotr zawraca i udaje się z powrotem do Rzymu, aby podzielić los prześladowanych chrześcijan. Wkrótce po tym też zostaje ukrzyżowany. Jezus znika, pozostawiając odciski swoich stóp na kamieniu. Na tym miejscu zbudowano niewielki jednonawowy kościół tak, aby kamień znajdował się wewnątrz kościoła. Obecnie jest to replika, a domniemany oryginał kamienia znajduje się w pobliskiej bazylice św. Sebastiana.

## Historia
Obecny kościół mieści się na miejscu dawnej świątyni z czasów przedchrześcijańskich, gdy podróżnicy udający się w drogę prosili o szczęśliwy powrót, a po powrocie dziękowali bogom. Pierwsza chrześcijańska świątynia pojawiła się tym miejscu w IX wieku, a obecny kościół pochodzi z lat późniejszych i otrzymał nowa fasadę w 1637 roku. Oficjalna nazwa kościoła „palmis” odnosi się do odcisków podeszew stóp Jezusa.
Od 1978 r., za zgodą papieża Jana Pawła II, duszpasterstwo przy kościele prowadzą polscy księża ze Zgromadzenia Św. Michała Archanioła (michalici).

## Galeria

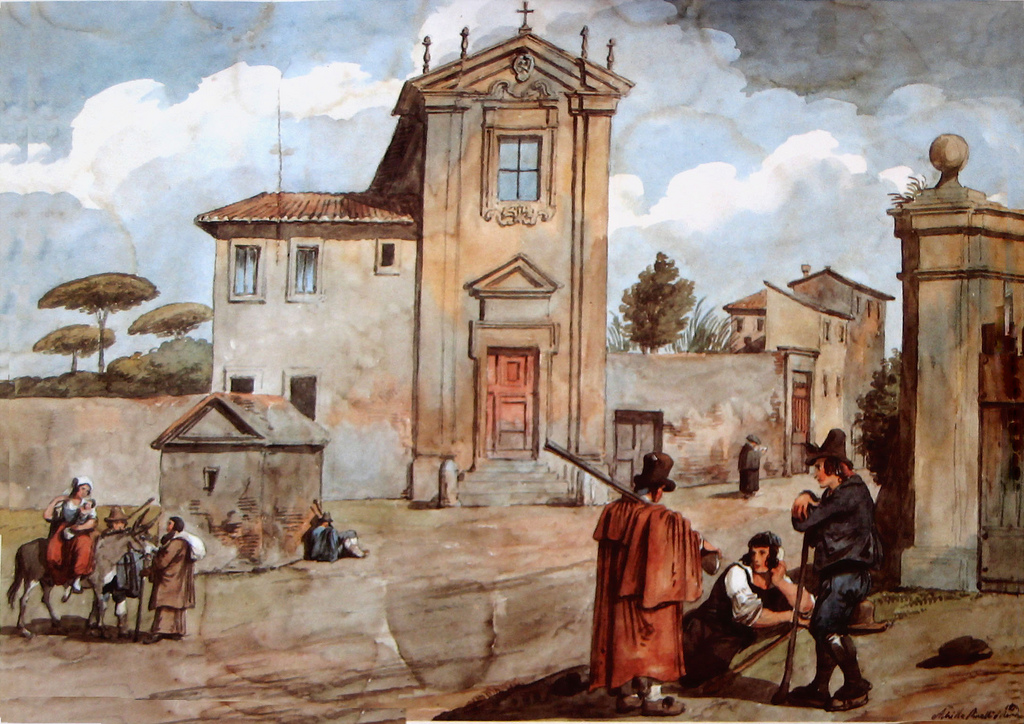
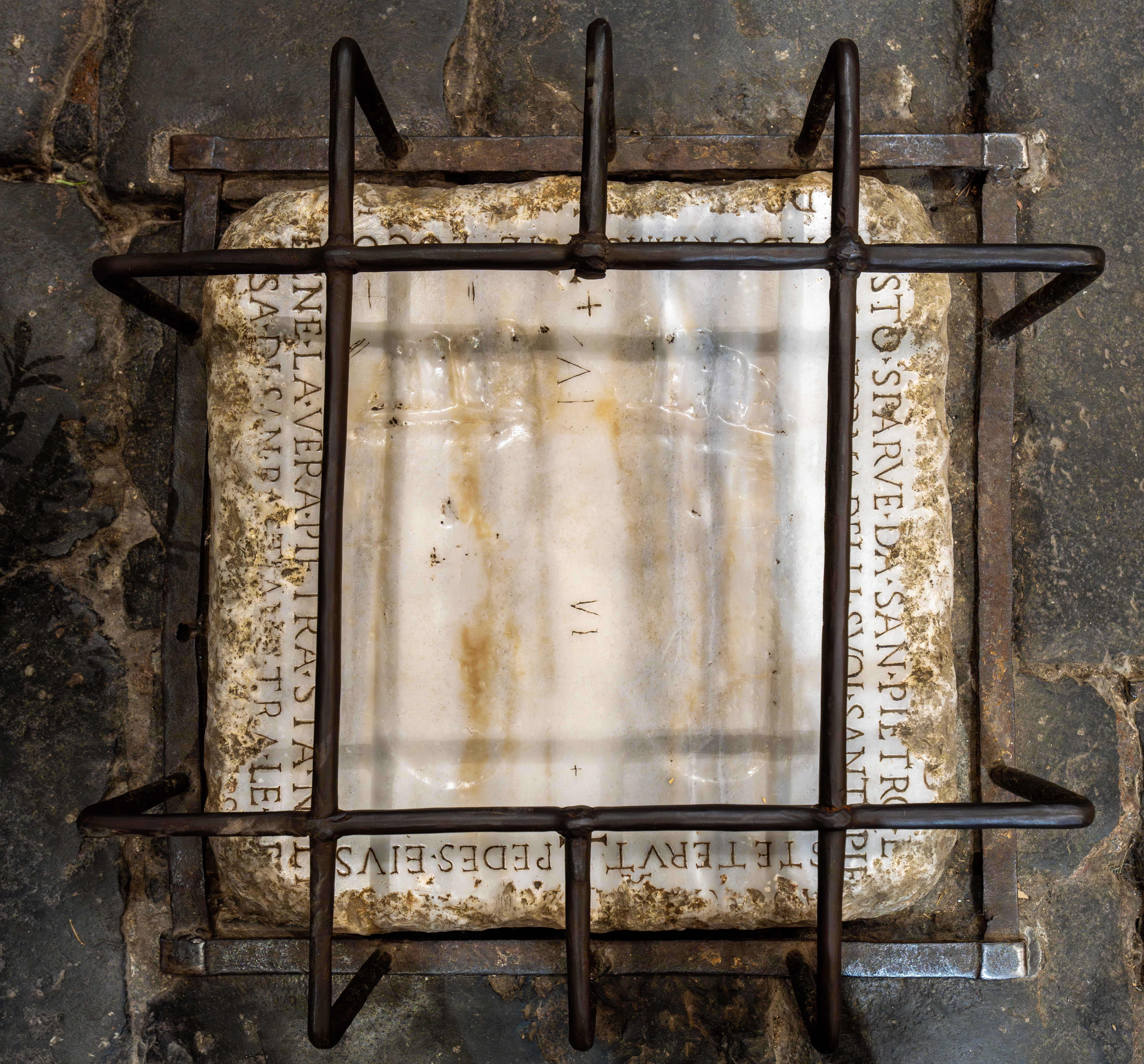
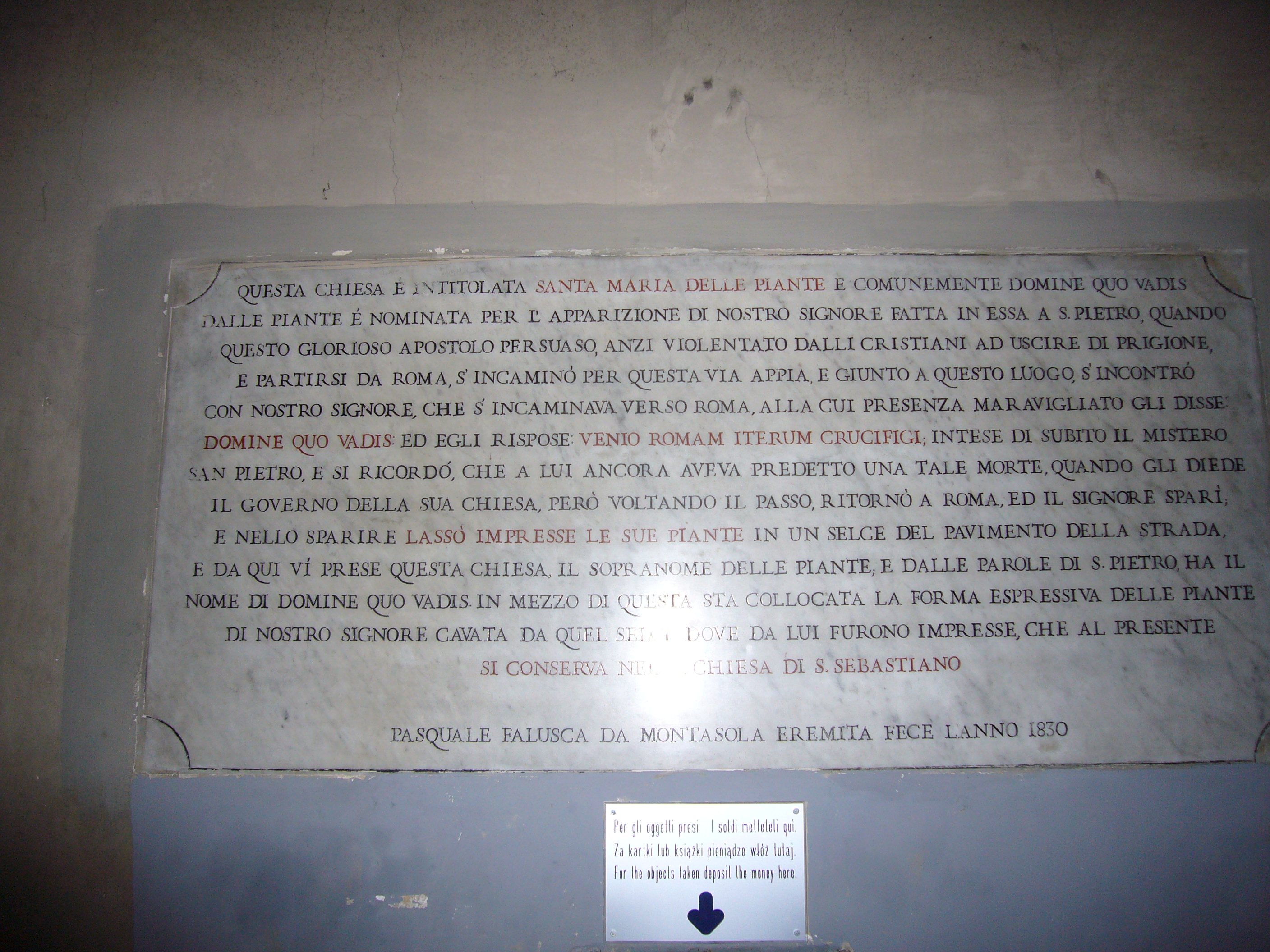
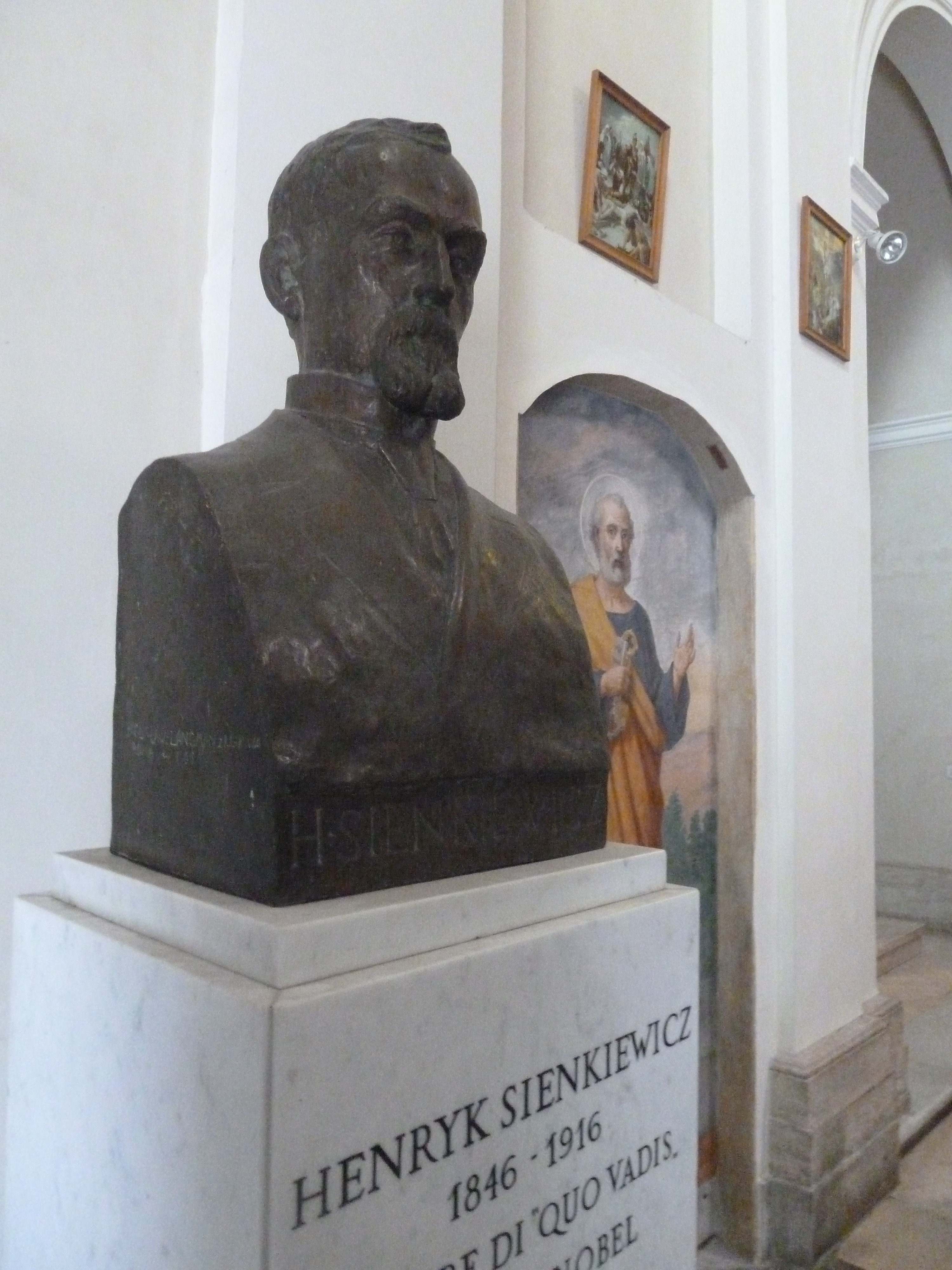
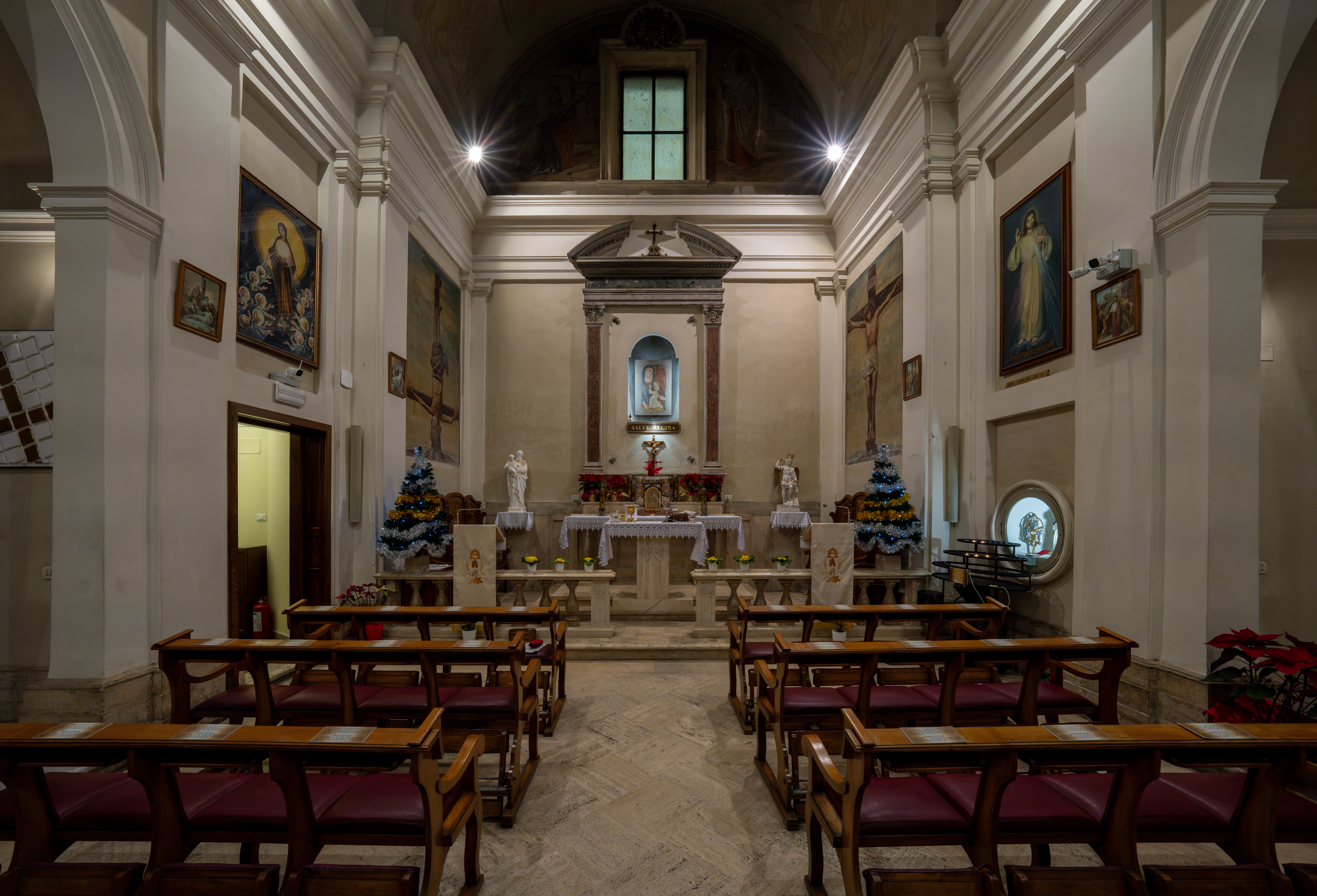